# Berthold Leibinger
Berthold Leibinger (Stuttgart, 26 de novembro de 1930) é um empresário, presidente da Trumpf, professor universitário e mecenas alemão.

## Vida

### Filho de um comerciante de obras de arte
Berthold Leibinger nasceu em Stuttgart, filho do comerciante de antiguidades do leste asiático Anton Leibinger. A família é originária de Mühlheim, onde seu tio Karl Leibinger fundou uma firma de tecnologia médica. Em 1950 Berthold Leibinger obteve o Abitur no "Ulrich-von-Hutten-Gymnasium" em Korntal-Münchingen (distrito de Ludwigsburg), iniciando em seguida a trabalhar como técnico em mecânica na firma Trumpf, uma empresa de máquinas ferramentas em Ditzingen.